# 成都体育学院
30°35′09″N 104°00′13″E / 30.58595°N 104.00367°E

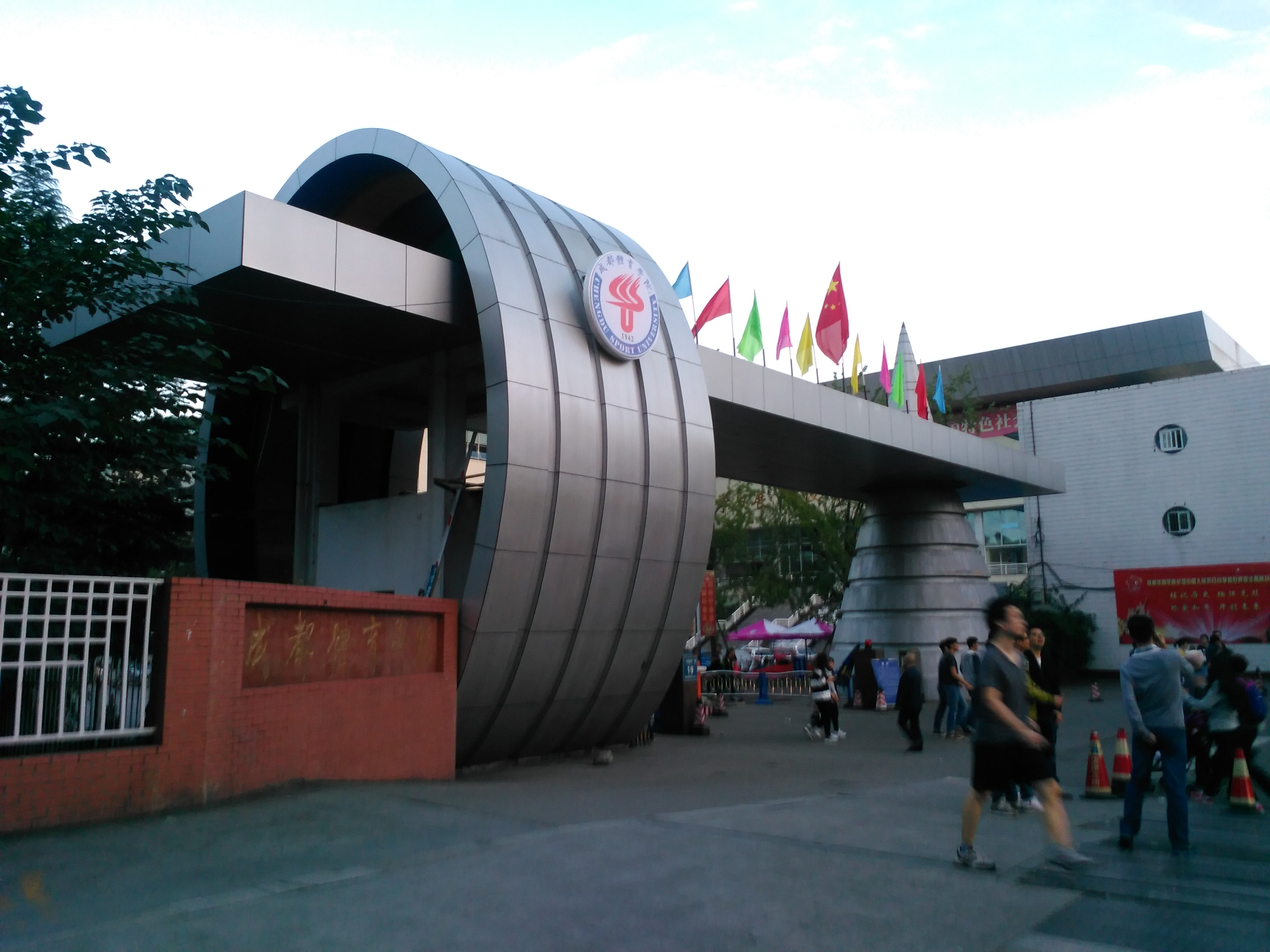
成都体育学院大门

成都体育学院，简称“成体”，坐落于四川省成都市，毗邻闻名中外的历史名胜武侯祠，是国家体育总局与四川省人民政府共建，以四川省管理为主的全日制普通高等院校。也是国家级社会体育指导员培训基地、国家体育总局援外教练员培训基地。
成都体育学院始建于1942年，前身系四川省立体育专科学校，1950年人民政府接管，更名为成都体育专科学校。1953年全建制转为西南体育学院，1956年更为成都体育学院，1961年重庆体育学院并入。学校原隶属国家体育总局，2001年划转地方，实行国家体育总局与四川省人民政府共建，以四川省管理为主的全日制普通高等院校。 
截至2017年8月，学校官网信息显示：学校占地总面积48万平方米，学校为博士学位授予单位，共设4院9系1部2校共16个教学单位。以本科教育为主，开设了18个本科专业，跨教育学、医学、文学、管理学、经济学、理学、艺术学等7大学科门类。有全日制本科生9000余人，博士与硕士研究生1100余人。现有各类在岗教职工1200多人，其中专任教师600余人，高级职称240余人，中级职称270多人，国际和国家级裁判、运动健将各100余人。

## 历史沿革
学院前身系建于1942年的四川省立体育专科学校。1950年，更名为成都体育专科学校。1953年，在“大区布局”的历史背景下，成都体育专科学校全建制转为中国六大体育学院之一，时名西南体育学院。1956年，更名为成都体育学院。1961年，重庆体育学院并入，扩充了学院实力。文化大革命期间受到破坏。1973年恢复招生。1979年，学院开始开展研究生教育。1984年，首批获得硕士学位授予权。1985年，获得推荐免试研究生资格。
2000年，获同等学力申请硕士学位授予权。2001年，划转地方，国家体育总局与四川省人民政府共建。2005年，成为全国首批体育硕士专业学位研究生培养单位。2010年2月，被国务院学位委员会正式批准成为新增博士学位授予立项建设单位。2013年7月，被正式确立为新增博士学位授予单位。2015年7月21日，成都体育学院整体迁建项目选址位于简阳市三岔镇，教学用地面积为1597.7亩，预计2018年建成投入使用。
2022年，成都体育学院在简阳市（东部新区）的新校区正式启用。

## 学术

### 学术资源
学院图书馆是西南地区最大的体育文献信息中心，截至2013年，学院图书文献（含电子图书）百余万册，馆藏文献以体育学、运动医学为重点，信息资源覆盖学院所有学科专业。
学校编辑出版学术刊物《成都体育学院学报》、《体育教育研究》，其中，《成都体育学院学报》为中文核心期刊、全国人文社会科学核心期刊。

### 学术交流
截至2013年，学院为国家级社会体育指导员培训基地、国家体育总局援外教练员培训基地。与美国、英国、日本、加拿大、德国、奥地利、韩国、俄罗斯、乌克兰、保加利亚等国家的多所大学建立了校际合作关系，并与20余个国家互派专家、学者，开展了广泛的学术交流。学院常年招收外国留学生和港澳台学生，与英国德蒙福特大学、朴茨茅斯大学签定有校际合作协议，采取“2+2”或“3+1”方式联合培养学士学位学生。

## 科研

### 科研机构
截至2013年底，学院有一个国家体育总局重点实验室，1个四川省重点实验室，1个校级重点实验室。
四川省重点实验室：运动医学重点实验室
国家体育总局：运动医学重点实验室
校级：运动医学与健康研究所

### 科研成果
2000年至2013年，学院共承担各类科研项目1200余项，其中国家级项目52项，省部级项目289项，其中奥运攻关项目27项。

## 附设机构
成都体育学院附属体育医院